# Saint-Loube
Saint-Loube település Franciaországban, Gers megyében. Lakosainak száma 99 fő (2022. január 1.). Saint-Loube Monblanc, Forgues, Lahage, Laymont, Montégut-Savès, Pébées és Sauvimont községekkel határos.

## Népesség
A település népessége az elmúlt években az alábbi módon változott:
| Lakosok száma | 99   | 72   | 69   | 84   | 92   | 91   | 96   | 101  | 103  | 99   |
|               | 1968 | 1982 | 1990 | 2006 | 2013 | 2015 | 2017 | 2019 | 2020 | 2022 |